# Кристенсен, Дэн
Дэн Кристенсен (англ. Dan Christensen;  1942—2007) — американский художник-абстракционист.
Наиболее известен картинами, относящимися к лирической абстракции и абстрактному экспрессионизму. Его картины находятся в частных коллекциях и многих музеях Соединённых Штатов.

## Биография
Родился 6 октября 1942 года в городе Козад, штат Небраска, в семье фермеров Уильяма и Мэйбл Росс Кристенсен (William and Mabel Rosse Christensen). Семья не раз меняла место жительства.
В 1960 году Дэн он окончил среднюю школу North Platte High School и один год проучился в колледже Chadron State College. Затем перешел в Художественный институт Канзас-Сити, где получил степень бакалавра изящных искусств в 1964 году. С тех пор он жил в Нью-Йорке и на Лонг-Айленде, штат Нью-Йорк.
По прибытии в Нью-Йорк летом 1965 года, он заявил о себе как об абстрактном художнике. Вместе со своим другом из Айовы — художником Дэвидом Вагнером (David Wagner) он снял чердак на улице Great Jones Street в Нижнем Манхэттене. После нескольких месяцев экспериментов маслом над новыми картинами, он начал использовать акриловую краску. После того, как  в марте 1966 года Дэвид Вагнер вернулся в Айову, другой его друг — художник Ронни Лэндфилд, разделял чердак на Great Jones Street до начала зимы 1967 года.
Дэн Кристенсен стал членом большого круга молодых художников, приехавших на Манхэттен в 1960-х годах, в их числе были: Питер Янг, Питер Регинато, Карлос Вилья, Ларри Зокс, Ларри Пунс, Нил Уильямс, Ли Лозано, Пэт Липски, Брайс Марден, Джон Чемберлен, Дональд Джадд, Фрэнк Стелла, Карл Андре, Дэн Грэм, Роберт Смитсон, Роберт Раушенберг, Энди Уорхол, Кеннет Ноланд, Клемент Гринберг, Боб Нойвирт, Джозеф Кошут, Марк ди Суверо, Бриджит Берлин, Лоуренс Вайнер, Розмари Касторо, Марджори Страйдер, Доротея Рокберн, Колетт и Марисоль и многие другие, с которыми он часто пересекался в ночном клубе-ресторане Max's Kansas City.
Осенью 1966 года студию Кристенсена на чердаке посетил арт-дилер Ричард Беллами, после чего начал продавать работы художника. Беллами предложил Кристенсену выставить свои картины в галерее Noah Goldowsky Gallery весной 1967 года. В феврале этого же года Дороти Герцка (Dorothy Herzka) пригласила Дэна Кристенсена участвовать в групповой выставке в галерее Bianchini Gallery в Манхэттене, в которой присутствовали работы Ронни Лэндфилда, Кеннета Шоуэлла (Kenneth Showell) и Питера Гурфейна (Peter Gourfain).  Все эти четыре художника также были приглашены на ежегодную выставку в Музее американского искусства Уитни в 1967 году. К 1968 году Кристенсен начал выставлять свои картины в художественных галереях США и мира. В конце 1960-х годов он участвовал в нескольких важных выставках, которые показывались по всей территории Соединенных Штатов, в том числе на Lyrical Abstraction Exhibition, которая была организована Музеем современного искусства Олдрича. В течение следующего десятилетия Дэн Кристенсен регулярно выставлял свои картины в художественных галереях США — André Emmerich Gallery, Noah Goldowsky Gallery, Nicholas Wilder Gallery, Meredith Long Gallery, а также в Rolf Ricke Gallery в Германии. 
Картины художника были включены в ежегодные выставки Музея американского искусства Уитни в 1968, 1969 и 1973 годах. Репродукции его работ печатались в СМИ, рассказывающих о новом поколении американских художников. Его работы обсуждались и рецензировались в The New York Times, Newsweek, Artforum, Art in America, Art News и многих других периодических изданиях. В 1968 году он был удостоен гранта National Endowment for the Arts и в 1969 году получил стипендию Гуггенхайма.
В последние годы своей жизни художник с семьёй переехал из Манхэттена в Ист-Хамптон, штат Нью-Йорк. С ноября 2001 года по февраль 2002 года у него была ретроспективная выставка в Институте американского искусства Батлера в Янгстауне, штат Огайо. Затем его произведения показывались в галереях в Бока-Ратоне (Флорида), Хьюстоне (Техас), Санта-Фе (Нью-Мексико). В 2007 году он провел ретроспективную выставку в галерее Spanierman Gallery на Манхэттене. 
Умер после болезни полимиозитом 20 января 2007 года в Ист-Хамптоне, штат Нью-Йорк. Был похоронен на городском кладбище Green River Cemetery.
Был женат на скульпторе Элейн Грув (Elaine Grove) из Ист-Хамптона. У них были сыновья Джеймс Лютер (James Luther), Уильям Даниэль (William Daniel) и Мозес Майкл (Moses Michael).